# Chris Rock
Christopher Julius "Chris" Rock III (Andrews, Dél-Karolina, 1965. február 7.–) négyszeres Primetime Emmy- és háromszoros Grammy-díjas amerikai stand-up komikus, színész, forgatókönyvíró, producer és rendező.

## Fiatalkora
Christopher Julius Rock a dél-karolinai Andrewsban született 1965. február 7-én. Nem sokkal születése után a szülei a New York-i Brooklyn szomszédságában található Crown Heights-ba költöztek. Néhány évvel később átköltöztek Bedford–Stuyvesant-be.  Édesanyja, Rosalie (szül. Tingman) tanár és szociális munkás értelmi fogyatékosok számára; édesapja, Julius Rock teherautó-sofőr és újságkihordó volt. Julius 1988-ban halt meg fekélyműtét után. Rock öccsei, Tony, Kenny és Jordan szintén a szórakoztatóiparban tevékenykednek. Idősebb féltestvére, Charles 2006-ban halt meg hosszan tartó alkoholizmus elleni küzdelem után. Rock elmondta, hogy apai nagyapja, Allen Rock prédikátor előadói stílusa nagyban befolyásolta őt.
Rock családtörténetét 2008-ban mutatták be az African American Lives 2 című PBS-es televíziós sorozatban. Egy DNS-vizsgálat kimutatta, hogy kameruni származású, kifejezetten az észak-kameruni uldeme (Ouldémé) néptől. Rock dédapja, Julius Caesar Tingman 21 évig volt rabszolga, mielőtt az Amerikai polgárháborúban szolgált az Egyesült Államok színes bőrű csapatának részeként. Az 1940-es években Rock apai nagyapja Dél-Karolinából New Yorkba költözött, hogy taxisofőr és prédikátor legyen.
Rockot Brooklyn fehér környékén lévő iskoláiba vitték, ahol el kellett viselnie a fehér diákok folytonos zaklatását és verését. Ahogy kamaszodott, a zaklatás egyre súlyosabbá vált, ezért Rock szülei kiíratták a James Madison középiskolából. Teljesen abbahagyta a középiskolát, de később végzettséget szerzett. Rock ezt követően különböző gyorséttermekben dolgozott.

## Magánélete

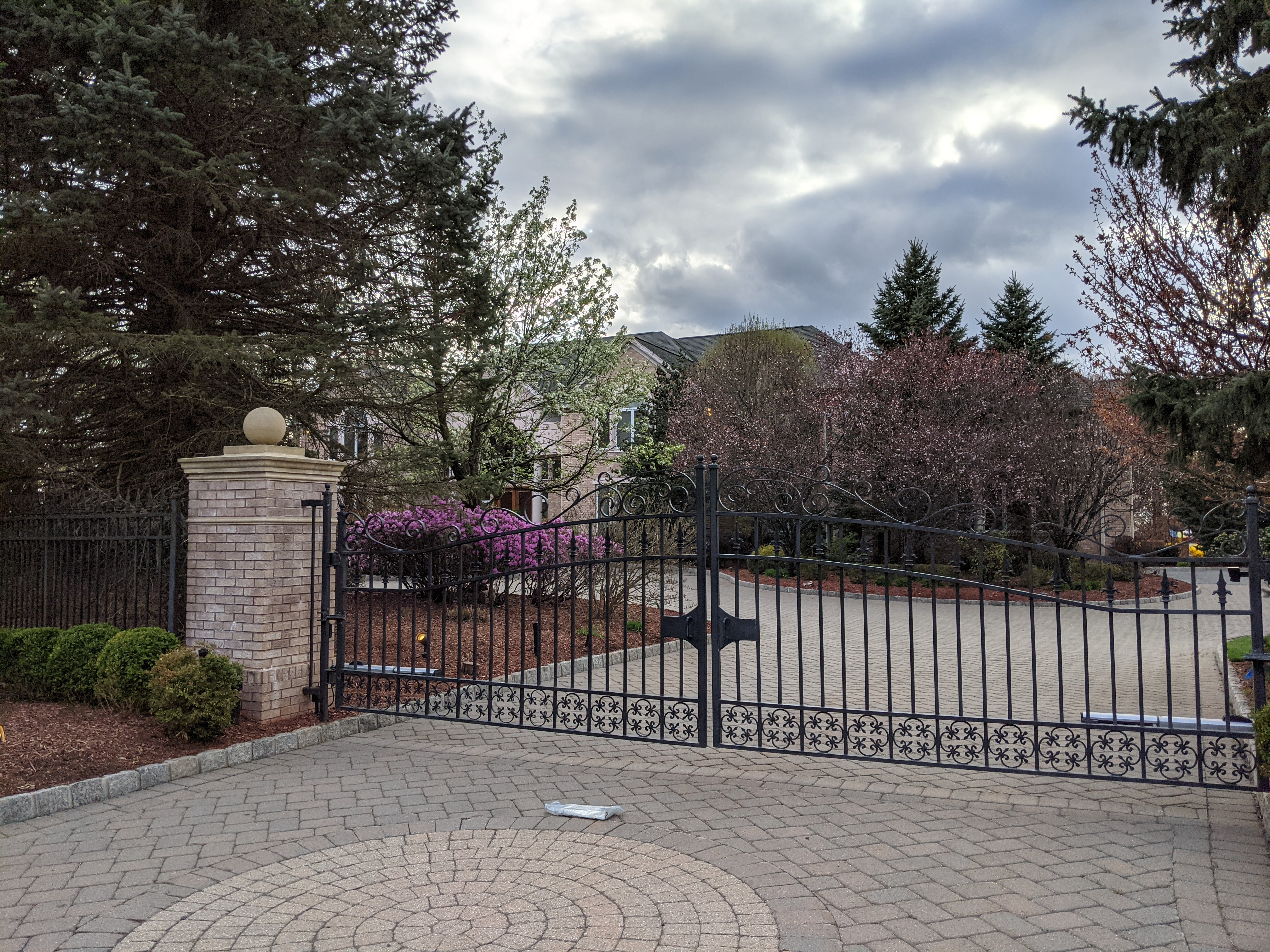
Rock otthona New Jerseyben

Rock 1996. november 23-án feleségül vette Malaak Compton-Rock-ot. Compton-Rock a StyleWorks alapítója és ügyvezető igazgatója, ami egy nonprofit, teljes körű szolgáltatást nyújtó fodrászszalon, amely ingyenes szolgáltatásokat nyújt a segélyezettségből a munkaerőbe lépő nők számára. A pár a New Jerseyben található Alpine-ban élt két lányukkal, Lola Simone-nal (született-2002) és Zahra Savannah-val (született 2004-ben). 2014 decemberében Rock beadta a válási papírokat. Rock elismerte hűtlenségét a házasságban, valamint pornográf függőséggel küzdött. A válást 2016. augusztus 22-én véglegesítették.
Rock a faji előítélet kritikusa, és gyakran beszél arról a "mindennapi rasszizmusról", amelyet állítólag tapasztal, annak ellenére, hogy híres.
2019. június 25-én a The New York Times magazin több száz olyan művész közé sorolta Chris Rockot, akiknek holmia a hírek szerint a 2008-as Universal tűzvészben megsemmisült. 2019. augusztus 20-án Rock több más hírességgel együtt finanszírozási körbe fektetett be a kaliforniai kannabiszmárka, a Lowell Herb Co cégbe. A hírek szerint "elkötelezett kannabisz-fogyasztó".
2020. szeptember 18-án Rock nyilvánosan bevallotta, hogy nem verbális tanulási zavart diagnosztizáltak nála.

## Hatáskörei
Rock komikustársai: Bill Cosby, Redd Foxx, Dick Gregory, Flip Wilson, Richard Pryor, Steve Martin, Pigmeat Markham, Woody Allen, Bill Maher, Eddie Murphy, Sam Kinison, George Carlin, Mort Sahl és Rodney Dangerfield. A humoristák, akik Rockot befolyásolják; Dave Chappelle, Christian Finnegan, George Lopez, Kevin Hart és Trevor Noah.

## Filmográfia

### Film

#### Rendező, író és producer

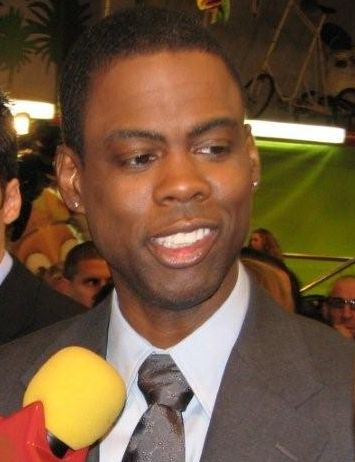
A Madagaszkár 2. izraeli premierén, 2008. november 22-én

| Év   | Magyar cím               | Eredeti cím                  | Feladatkör | Feladatkör | Feladatkör | Megjegyzések         |
| Év   | Magyar cím               | Eredeti cím                  | Rendező    | Író        | Producer   | Megjegyzések         |
| ---- | ------------------------ | ---------------------------- | ---------- | ---------- | ---------- | -------------------- |
| 1988 |                          | Comedy's Dirtiest Dozen      | Nem        | Igen       | Nem        | stand-up koncertfilm |
| 1993 | CB4                      | CB4                          | Nem        | Igen       | Koproducer |                      |
| 2001 | Mennyé má!               | Down to Earth                | Nem        | Igen       | Vezető     |                      |
| 2001 | Pootie Tang              | Pootie Tang                  | Nem        | Nem        | Igen       |                      |
| 2003 | Államfőnök               | Head of State                | Igen       | Igen       | Igen       |                      |
| 2007 | A nőmre hajtok           | I Think I Love My Wife       | Igen       | Igen       | Igen       |                      |
| 2009 |                          | Good Hair                    | Nem        | Nem        | Igen       | dokumentumfilm       |
| 2010 | Haláli temetés           | Death at a Funeral           | Nem        | Nem        | Igen       |                      |
| 2014 | Az öt kedvenc            | Top Five                     | Igen       | Igen       | Nem        |                      |
| 2021 | Spirál: Fűrész hagyatéka | Spiral: From the Book of Saw | Nem        | Nem        | Igen       |                      |

#### Színész
| Év   | Magyar cím                                | Eredeti cím                           | Szerep                                         | Magyar hang          | Rendező                      |
| ---- | ----------------------------------------- | ------------------------------------- | ---------------------------------------------- | -------------------- | ---------------------------- |
| 1985 |                                           | Krush Groove                          | férfi a klubban (stáblistán nem szerepel)      |                      | Michael Schulz               |
| 1987 | Beverly Hills-i zsaru 2.                  | Beverly Hills Cop II                  | parkolóinas a Playboy-partin                   | Bartucz Attila       | Tony Scott                   |
| 1987 | Beverly Hills-i zsaru 2.                  | Beverly Hills Cop II                  | parkolóinas a Playboy-partin                   | Előd Álmos           | Tony Scott                   |
| 1988 |                                           | Comedy's Dirtiest Dozen (koncertfilm) | önmaga                                         |                      | Lenny Wong                   |
| 1988 | Nyasgem!                                  | I'm Gonna Git You Sucka               | vendég a bárban                                | Szokol Péter         | Keenen Ivory Wayans          |
| 1991 | New Jack City                             | New Jack City                         | Pookie                                         | Zalán János          | Mario Van Peebles (1.)       |
| 1992 | Bumeráng                                  | Boomerang                             | Bony T                                         | Reisenbüchler Sándor | Reginald Hudlin              |
| 1993 | CB4                                       | CB4                                   | Albert Brown / M.C. Gusto                      | Geszti Péter         | Tamra Davis                  |
| 1995 | Halhatatlanok                             | The Immortals                         | Deke Anthony                                   | Fekete Zoltán        | Brian Grant                  |
| 1995 | A fekete párduc                           | Panther                               | Yuck Mouth                                     |                      | Mario Van Peebles (2.)       |
| 1996 | Bilko főtörzs                             | Sgt. Bilko                            | Húsvét hadnagy                                 | Gáspár András        | Jonathan Lynn                |
| 1997 | Beverly Hills-i nindzsa                   | Beverly Hills Ninja                   | Joey Washington                                | Bartucz Attila       | Dennis Dugan (1.)            |
| 1998 | Dr. Dolittle                              | Dr. Dolittle                          | Rodney (hangja)                                | Lippai László        | Betty Thomas                 |
| 1998 | Halálos fegyver 4.                        | Lethal Weapon 4                       | Lee Butters nyomozó                            | Kerekes József       | Richard Donner               |
| 1999 | Dogma                                     | Dogma                                 | Rufus                                          | Csőre Gábor          | Kevin Smith (1.)             |
| 2000 | Betty nővér                               | Nurse Betty                           | Wesley                                         | Csőre Gábor          | Neil LaBute (1.)             |
| 2000 | Én és én meg az Irén                      | Me, Myself & Irene                    | önmaga (archív felvétel)                       | Csuja Imre           | Peter és Bobby Farrelly (1.) |
| 2001 | Mennyé má!                                | Down to Earth                         | Lance Barton                                   | Kálid Artúr          | Paul Weitz                   |
| 2001 | Mennyé má!                                | Down to Earth                         | Lance Barton                                   | Kálid Artúr          | Chris Weitz                  |
| 2001 | A. I. – Mesterséges értelem               | A.I. Artificial Intelligence          | komikus (cameo hangja)                         | Tzafetás Roland      | Steven Spielberg             |
| 2001 | Pootie Tang                               | Pootie Tang                           | JB / Radio DJ / Pootie apja                    | Kerekes József       | Louis C.K.                   |
| 2001 | Ozmózis Jones – A belügyi nyomozó         | Osmosis Jones                         | Ozmózis Jones                                  | Hujber Ferenc        | Peter és Bobby Farrelly (2.) |
| 2001 | Jay és Néma Bob visszavág                 | Jay and Silent Bob Strike Back        | Chaka Luther King                              | Vincze Gábor Péter   | Kevin Smith (2.)             |
| 2002 | Rossz társaság                            | Bad Company                           | Jake Hayes / Kevin Pope / Michael Turner       | Görög László         | Joel Schumacher              |
| 2003 | Pauly Shore halott                        | Pauly Shore is Dead                   | önmaga (cameo)                                 | Simonyi Balázs       | Pauly Shore                  |
| 2003 | Államfőnök                                | Head of State                         | Mays Gilliam                                   | Csőre Gábor          | Chris Rock (1.)              |
| 2004 | Paparazzi                                 | Paparazzi                             | pizzafutár (cameo)                             | Reisenbüchler Sándor | Paul Abascal                 |
| 2005 | Madagaszkár                               | Madagascar                            | Marty, a zebra (hangja)                        | Molnár Levente       | Eric Darnell (1.)            |
| 2005 | Madagaszkár                               | Madagascar                            | Marty, a zebra (hangja)                        | Molnár Levente       | Tom McGrath (1.)             |
| 2005 | Csontdaráló                               | The Longest Yard                      | James "Intéző" Farrell                         | Kálloy Molnár Péter  | Peter Segal                  |
| 2007 | A nőmre hajtok                            | I Think I Love My Wife                | Richard Cooper                                 | Kerekes József       | Chris Rock (2.)              |
| 2007 | Mézengúz                                  | Bee Movie                             | Jávorvér (hangja)                              | Görög László         | Simon J. Smith               |
| 2007 | Mézengúz                                  | Bee Movie                             | Jávorvér (hangja)                              | Görög László         | Steve Hickner                |
| 2008 | Ne szórakozz Zohannal!                    | You Don't Mess with the Zohan         | taxisofőr (cameo)                              | Welker Gábor         | Dennis Dugan (2.)            |
| 2008 | Madagaszkár 2.                            | Madagascar: Escape 2 Africa           | Marty, a zebra (hangja)                        | Molnár Levente       | Eric Darnell (2.)            |
| 2008 | Madagaszkár 2.                            | Madagascar: Escape 2 Africa           | Marty, a zebra (hangja)                        | Molnár Levente       | Tom McGrath (2.)             |
| 2010 | Haláli temetés                            | Death at a Funeral                    | Aaron                                          | Csőre Gábor          | Neil LaBute (2.)             |
| 2010 | Nagyfiúk                                  | Grown Ups                             | Kurt McKenzie                                  | Kálloy Molnár Péter  | Dennis Dugan (3.)            |
| 2012 | 2 nap New Yorkban                         | 2 Days in New York                    | Mingus Robinson                                | Seszták Szabolcs     | Julie Delpy                  |
| 2012 | Várandósok – Az a bizonyos kilenc hónap   | What to Expect When You're Expecting  | Vic                                            | Rajkai Zoltán        | Kirk Jones                   |
| 2012 | Madagaszkár 3.                            | Madagascar 3: Europe's Most Wanted    | Marty, a zebra (hangja)                        | Molnár Levente       | Eric Darnell (3.)            |
| 2012 | Madagaszkár 3.                            | Madagascar 3: Europe's Most Wanted    | Marty, a zebra (hangja)                        | Molnár Levente       | Tom McGrath (3.)             |
| 2013 | Madagaszkár – Állati szerelem (rövidfilm) | Madly Madagascar                      | Marty, a zebra (hangja)                        | Molnár Levente       | David Soren                  |
| 2013 | Nagyfiúk 2.                               | Grown Ups 2                           | Kurt McKenzie                                  | Kálloy Molnár Péter  | Dennis Dugan (4.)            |
| 2014 | Az öt kedvenc                             | Top Five                              | Andre Allen                                    | Kálloy Molnár Péter  | Chris Rock (3.)              |
| 2015 |                                           | A Very Murray Christmas               | önmaga                                         |                      | Bill Murray                  |
| 2017 |                                           | Sandy Wexler                          | önmaga                                         |                      | Steven Brill                 |
| 2018 |                                           | The Week Of                           | Kirby Cordice                                  |                      | Robert Smigel                |
| 2018 | Nővérek szabadlábon                       | Nobody's Fool                         | Lawrence (cameo)                               | Gacsal Ádám          | Tyler Perry                  |
| 2019 | A nevem Dolemite                          | Dolemite Is My Name                   | Bobby Vale                                     | Előd Álmos           | Craig Brewer                 |
| 2020 | Roald Dahl: Boszorkányok                  | The Witches                           | Charlie Hansen felnőttként / narrátor (hangja) | Csőre Gábor          | Robert Zemeckis              |
| 2021 | Spirál: Fűrész hagyatéka                  | Spiral: From the Book of Saw          | Ezekiel "Zeke" Banks nyomozó                   | Kálloy Molnár Péter  | Darren Lynn Bousman          |
| 2022 | Amszterdam                                | Amsterdam                             | Milton King                                    | Kálloy Molnár Péter  | David O. Russell             |
| 2023 | A Mancs őrjárat: A szuperfilm             | PAW Patrol: The Mighty Movie          | Kitty (hangja)                                 | Fellegi Lénárd       | Cal Brunker                  |
| 2023 | Rustin                                    | Rustin                                | Roy Wilkins                                    | Csőre Gábor          | George C. Wolfe              |

### Televízió
| Év        | Magyar cím             | Eredeti cím                                     | Szerep                                | Megjegyzések                                                  |
| --------- | ---------------------- | ----------------------------------------------- | ------------------------------------- | ------------------------------------------------------------- |
| 1987      | Miami Vice             | Miami Vice                                      | Carson                                | - 1 epizód - magyar hangja: - Szokol Péter                    |
| 1990–1993 | Saturday Night Live    | Saturday Night Live                             | több szereplő                         | 59 epizód                                                     |
| 1993–1994 |                        | In Living Color                                 | több szereplő                         | 6 epizód                                                      |
| 1994      |                        | HBO Comedy Half-Hour                            | önmaga                                | stand-up különkiadás                                          |
| 1995      | Kaliforniába jöttem    | The Fresh Prince of Bel-Air                     | Maurice / Jasmine                     | 1 epizód                                                      |
| 1996–1998 |                        | The Moxy Show                                   | Flea (hangja)                         | stáblistán nem szerepel                                       |
| 1996      |                        | Martin                                          | Valentino                             | 1 epizód                                                      |
| 1996      | Gyilkos utcák          | Homicide: Life on the Street                    | Carver                                | 1 epizód                                                      |
| 1996      |                        | 1996 Billboard Music Awards                     | önmaga                                | különkiadás                                                   |
| 1996      |                        | Saturday Night Live                             | önmaga (házigazda)                    | 1 epizód (Chris Rock/The Wallflowers)                         |
| 1996      |                        | Chris Rock: Bring the Pain                      | önmaga                                | stand-up különkiadás                                          |
| 1997      |                        | 1997 MTV Video Music Awards                     | önmaga (házigazda)                    | különkiadás                                                   |
| 1997      |                        | Happily Ever After: Fairy Tales for Every Child | Woody (hangja)                        | 1 epizód                                                      |
| 1997–2000 |                        | The Chris Rock Show                             | önmaga                                | - 37 epizód - megalkotó, forgatókönyvíró és - vezető producer |
| 1998      | Texas királyai         | King of the Hill                                | Roger "Booda" Sack (hangja)           | 1 epizód                                                      |
| 1998      |                        | Mr. Show with Bob and David                     | önmaga                                | 1 epizód                                                      |
| 1998–2002 |                        | The Hughleys                                    | nem szerepel                          | vezető producer (89 epizód)                                   |
| 1999      |                        | Chris Rock: Bigger & Blacker                    | önmaga                                | stand-up különkiadás                                          |
| 1999      |                        | 1999 MTV Video Music Awards                     | önmaga (házigazda)                    | különkiadás                                                   |
| 2000      |                        | DAG                                             | önmaga                                | 1 epizód                                                      |
| 2003      |                        | 2003 MTV Video Music Awards                     | önmaga (házigazda)                    | különkiadás                                                   |
| 2003      |                        | The Bernie Mac Show                             | önmaga                                | 1 epizód                                                      |
| 2004      |                        | Never Scared                                    | önmaga                                | stand-up különkiadás                                          |
| 2005      | 77. Oscar-gála         | 77th Academy Awards                             | önmaga (házigazda)                    | különkiadás                                                   |
| 2005–2009 | Mindenki utálja Christ | Everybody Hates Chris                           | narrátor / Mr. Abbott                 | - 88 epizód - megalkotó, forgatókönyvíró és - vezető producer |
| 2008      |                        | Chris Rock: Kill the Messenger                  | önmaga                                | stand-up különkiadás                                          |
| 2009      | MadagaszKarácsony      | Merry Madagascar                                | Marty (hangja)                        | különkiadás                                                   |
| 2011–2012 | Louie                  | Louie                                           | önmaga                                | 2 epizód                                                      |
| 2012      |                        | Tosh.0                                          | önmaga                                | 1 epizód                                                      |
| 2012–2013 |                        | Totally Biased with W. Kamau Bell               | nem szerepel                          | vezető producer (64 epizód)                                   |
| 2013      | Zsenipalánták          | A.N.T. Farm                                     | önmaga                                | 1 epizód                                                      |
| 2013      |                        | Real Husbands of Hollywood                      | önmaga                                | 1 epizód                                                      |
| 2013      |                        | Comedians in Cars Getting Coffee                | önmaga                                | 1 epizód                                                      |
| 2014      |                        | BET Awards 2014                                 | önmaga (házigazda)                    | különkiadás                                                   |
| 2014      |                        | Saturday Night Live                             | önmaga (házigazda)                    | 1 epizód                                                      |
| 2015      |                        | Broad City                                      | önmaga                                | 1 epizód                                                      |
| 2015      | Empire                 | Empire                                          | Frank Gathers                         | 1 epizód                                                      |
| 2015      |                        | The Jim Gaffigan Show                           | önmaga (hangja)                       | 1 epizód                                                      |
| 2015      |                        | Amy Schumer: Live at the Apollo                 | nem szerepel                          | stand-up különkiadás (rendező)                                |
| 2015      |                        | The Eric Andre Show                             | önmaga                                | 1 epizód                                                      |
| 2015      |                        | Saturday Night Live 40th Anniversary Special    | önmaga                                | különkiadás                                                   |
| 2016      | 88. Oscar-gála         | 88th Academy Awards                             | önmaga (házigazda)                    | különkiadás                                                   |
| 2017–2018 |                        | The Rundown with Robin Thede                    | nem szerepel                          | vezető producer (24 epizód)                                   |
| 2018      |                        | Chris Rock: Tamborine                           | önmaga                                | stand-up különkiadás                                          |
| 2018      | Lazíts, Kevin!         | Kevin Can Wait                                  | Dennis                                | 1 epizód                                                      |
| 2020      | Fargo                  | Fargo                                           | Loy Cannon                            | 10 epizód                                                     |
| 2020      |                        | Saturday Night Live                             | önmaga (házigazda)                    | 1 epizód                                                      |
| 2022      | 94. Oscar-gála         | 94th Academy Awards                             | konferanszié (legjobb dokumentumfilm) | különkiadás                                                   |

### Videóklipek
| Év   | Előadó                | Cím               | Szerep |
| ---- | --------------------- | ----------------- | ------ |
| 2007 | Red Hot Chili Peppers | Hump de Bump      | önmaga |
| 2015 | Madonna               | Bitch I’m Madonna | önmaga |
| 2019 | Lil Nas X             | Old Town Road     | seriff |

### Színház
| Év   | Cím                           | Szerep   | Helyszín                            |
| ---- | ----------------------------- | -------- | ----------------------------------- |
| 2011 | The Motherfucker with the Hat | Ralph D. | Gerald Schoenfeld Színház, Broadway |

## Fordítás
- Ez a szócikk részben vagy egészben  a   Chris Rock című angol Wikipédia-szócikk fordításán alapul.  Az eredeti cikk szerkesztőit annak laptörténete sorolja fel. Ez a jelzés csupán a megfogalmazás eredetét és a szerzői jogokat jelzi, nem szolgál a cikkben szereplő információk forrásmegjelöléseként.

## További Információk
- Hivatalos oldal
- Chris Rock a Facebookon
- Chris Rock a PORT.hu-n (magyarul)
- Chris Rock az Internetes Szinkronadatbázisban (magyarul)
- Chris Rock az Internet Movie Database-ben (angolul)
- Chris Rock a Rotten Tomatoeson (angolul)
- http://www.biography.com/people/chris-rock-9542306
- http://www.vanityfair.com/hollywood/2013/01/chris-rock-career-weed-wife
- http://www.rottentomatoes.com/celebrity/chris_rock/
- A tíz legviccesebb ember a világon